# Parc fermé

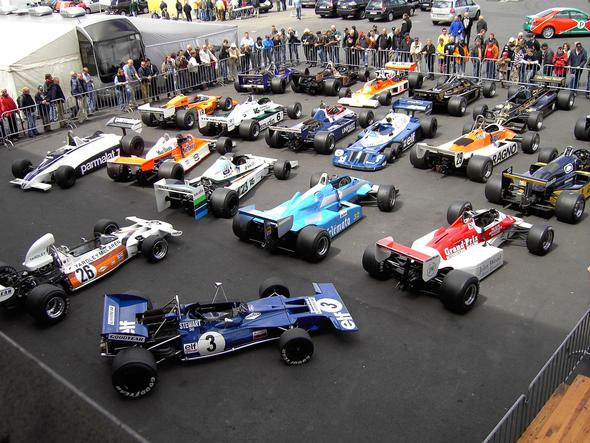
Nürburgring, OldtimerFestival, parc fermé

Een parc fermé is een afgesloten parkeerplaats bij autosport en motorsport.
De deelnemende voertuigen moeten hier 's nachts geparkeerd worden om te voorkomen dat er aan gesleuteld kan worden buiten de tijd die daarvoor staat. 
Bij autosport is er een parc fermé bij de Formule 1 omdat er geracet moet worden in dezelfde "setup" als waarmee gekwalificeerd is. 
Bij motorsport wordt een parc fermé gebruikt bij Enduro-wedstrijden omdat de basis van deze sport ligt in betrouwbaarheid. Er is een strikte tijd voor reparaties en daarvan zijn de nachten uitgesloten.
Bij motorraces wordt de parc fermé vooral gebruikt om al de deelnemers te verzamelen net voor de race of training. De deelnemers komen uit het rennerskwartier of paddock en verzamelen in het parc fermé alvorens ze het circuit oprijden. Anders is het wanneer de deelnemers allemaal een afzonderlijke box hebben waar ze in kunnen sleutelen. De boxen komen uit in de pitlane en dan wordt er vaak van daaruit het circuit opgereden.
Na de race komen de auto's en motoren meestal ook voor een halfuurtje in het parc fermé terecht om te voorkomen dat eventuele fraude nog snel kan worden verdoezeld. Stel dat een deelnemer na de race een klacht indient tegen een andere deelnemer dan moeten de officials onmiddellijk kunnen checken of de klacht gegrond is.